# Jean Ntagwarara
Jean Ntagwarara (ur. 22 września 1947 w Bugera) – burundyjski duchowny rzymskokatolicki, w latach 1998–2023 biskup Bubanza.